# Чемпионат Нидерландских Антильских островов по шоссейному велоспорту
Чемпионат Нидерландских Антильских островов по шоссейному велоспорту — национальный чемпионат Нидерландских Антильских островов по шоссейному велоспорту, проводившийся Федерацией велоспорта Нидерландских Антильских островов до 2010 года. За победу в дисциплинах присуждалась майка в цветах национального флага (на илл.).

## История
Последний чемпионат Нидерландских Антильских островов прошёл в конце июня 2010 года. Так как спустя всего 3,5 месяца в результате конституционной реформы Нидерландские Антильские острова, входившие в состав Королевство Нидерландов, прекратили существование, а на их месте образовалось два новых независимых государства Кюрасао и Синт-Мартен.
Обе новые страны стали проводить свои национальные чемпионаты. Уже со следующего 2011 года стал проходить чемпионат Кюрасао, а с 2021 года и чемпионат Синт-Мартена.
Среди чемпионов у мужчин можно отметить победителя последнего чемпионата Марка Де Мара, участника нескольких Гранд-туров. А у женщин Герду Фоккер, выигравшую 5 чемпионатов в групповой и индивидуальной гонках.
Чуть ранее, примерно с 2008 года, стал проводиться чемпионат Арубы, которая до 1986 года также была частью Нидерландских Антильских островов в составе Королевство Нидерландов.

## Призёры

### Мужчины. Групповая гонка.
| Год  | Победитель        | Второй          | Третий            |
| ---- | ----------------- | --------------- | ----------------- |
| 2005 | Джейми Перестрело | Вилберт Бекер   | Айшель Магдалена  |
| 2006 | Джейми Перестрело | Жан Поль Дриссе | Барри Баккер      |
| 2007 | Джерри Оттен      | Барри Баккер    | Джейми Перестрело |
| 2008 | Джерри Оттен      | Жак Кюри        | Джейми Перестрело |
| 2009 | Джерри Оттен      | Квинтен Венкель | Джордж Винтердаль |
| 2010 | Марк Де Мар       | Уилфред Камелия | Брайан Ван Рюттен |

### Мужчины. Индивидуальная гонка.
| Год  | Победитель   | Второй             | Третий             |
| ---- | ------------ | ------------------ | ------------------ |
| 2006 | Барри Баккер | Джерри Оттен       | Йохан ван дер Берг |
| 2007 | Джерри Оттен | Йохан ван дер Берг | Марсель Дюинкерен  |
| 2008 | Джерри Оттен | Айван Джонкер      | Барри Баккер       |
| 2009 | Джерри Оттен | Квинтен Венкель    | Джордж Винтердаль  |
| 2010 | Марк Де Мар  | Уилфред Камелия    | Барри Баккер       |

### Женщины. Групповая гонка.
| Год  | Победитель   | Второй              | Третий          |
| ---- | ------------ | ------------------- | --------------- |
| 2006 | Герда Фоккер |                     |                 |
| 2007 | Герда Фоккер | Марелле ван'т Гелуф | Май Лим         |
| 2008 | Герда Фоккер | Май Лим             | Паулина Нипиус  |
| 2009 | Герда Фоккер | Нухели Эмеренсиана  | Сулиен Джулиана |
| 2010 | Герда Фоккер | Тамара Нейман       | Карина Иерумс   |

### Женщины. Индивидуальная гонка.
| Год  | Победитель   | Второй             | Третий          |
| ---- | ------------ | ------------------ | --------------- |
| 2006 | Герда Фоккер |                    |                 |
| 2007 | Герда Фоккер | Май Лим            | Паулина Нипиус  |
| 2008 | Герда Фоккер | Май Лим            | Паулина Нипиус  |
| 2009 | Герда Фоккер | Май Лим            | Сулиен Джулиана |
| 2010 | Герда Фоккер | Нухели Эмеренсиана | Сулиен Джулиана |